# Bargecheh
Bargecheh (persiska: برگچه) är en ort i Iran.   Den ligger i provinsen Hamadan, i den nordvästra delen av landet, 300 km väster om huvudstaden Teheran. Bargecheh ligger 1 670 meter över havet och antalet invånare är 221.
Terrängen runt Bargecheh är huvudsakligen kuperad, men norrut är den platt.  Runt Bargecheh är det ganska tätbefolkat, med 86 invånare per kvadratkilometer. Närmaste större samhälle är Tūyserkān, 17,0 km nordost om Bargecheh. Trakten runt Bargecheh består i huvudsak av gräsmarker.